# Новопокровка (Кувандыкский район)
 Новопокровка  — село в Кувандыкском городском округе Оренбургской области.

## География
Находится на расстоянии примерно в 35 километрах по прямой на восток-северо-восток от окружного центра города Кувандык.

## Климат
Климат умеренно-континентальный. Времена года выражены чётко. Среднегодовая температура по району изменяется от +4,0 °C до +4,8 °C. Самый холодный месяц года — январь, среднемесячная температура около −20,5…−35 °C. Атмосферных осадков за год выпадает от 300 до 450—550 мм, причём большая часть приходится на весенне-летний период (около 70 %). Снежный покров довольно устойчив, продолжительность его, в среднем, 150 дней.

## История
Основано в 1875 г. Сюда переселялись крестьяне из Курской, Воронежской, Тамбовской, Саратовской губерний. Первоначально селение называлось Дергаиш. В 1901 году — село Ново-Покровское. До 2016 года входила в Новопокровский сельсовет Кувандыкского района, после реорганизации этих муниципальных образований в составе Кувандыкского городского округа.

## Население
Постоянное население составляло 672 человека в 2002 году (русские 76 %), 543 в 2010 году.